# Merimepodib
Merimepodib ist ein experimenteller Arzneistoff, dessen Wirksamkeit als zusätzliches Mittel in den 2000er-Jahren zur damals bestehenden Peginterferon α/Ribavirin-Therapie in der Therapie der Hepatitis C in klinischen Studien behauptet wurde.
Merimepodib hemmt selektiv die zelluläre Inosinmonophosphat-Dehydrogenase (IMPDH). Es hat keinen spezifischen antiviralen Effekt und kein virales Protein als Target, jedoch eine gewisse Wirkung in Kombination mit Ribavirin auf HCV-Replikon-enthaltende Zellkulturen. Es zeigte bei therapierefraktären Patienten in einer größeren Studie mit 286 Patienten keinen Effekt oder zusätzlichen Nutzen. Seit Einführung der hochwirksamen, direkt antiviral wirkenden (DAA, direct antiviral agent) Arzneistoffe zur Therapie der Hepatitis C, ist seine Anwendung obsolet.

## Chemische Informationen
Pharmazeutisch im Einsatz ist das (S)-konfigurierte Enantiomer.

## Patent
Das Patent liegt bei der Firma Vertex Pharmaceuticals Inc., Cambridge MA.
Die Patentnummer der Synthese lautet US5807876.

### Synthese
- Stamos, Bethiel: In: PCT Int. Appl. 2001., S. 63 pp.

### Pharmakologie
- Decker, Heiser, Chaturvedi, Faust, Ku, Moseley, Nimmesgern:. In: Drugs under Experimental and Clinical Research. 27./3., 2001, S. 89–95
- Markland et al.: In: Antimicrobial Agents and Chemotherapy. 44./4., S. 859–866.
- Jain et al.: In J. Pharm. Sci. 90./5., 2001, S. 625–637